# Potamanaxas
Potamanaxas là một chi bướm ngày thuộc họ Bướm nâu.